# 슈바르첸부르크역
슈바르첸부르크역(독일어: Bahnhof Schwarzenburg)은 스위스 베른주에 있는 슈바르첸부르크 지자체에 있는 기차역이다. BLS AG의 표준궤 베른-슈바르첸부르크선의 남쪽 종점이다.

## 서비스
다음 서비스는 슈바르첸부르크에서 정차한다.
- 베른 S-반 S6 : 베른까지 30분 간격 운행.